# András Ferenc (filozófus)
András Ferenc (Budapest, 1952 –) magyar filozófus.

## Életpályája
Édesapja András Tibor festőművész. Nős, három gyermeke van.
Képzőművészeti tagozatos gimnáziumban végzett (1970), majd a Kandó Kálmán Főiskola elvégzése után (1974) az ELTE BTK filozófia szakot 1985-ben fejezte be. Szakdolgozata a természeti törvény és a véges automaták fogalmi kapcsolatával foglalkozott.
Kutatási területe az analitikus metafizika és a logika egyes filozófiai problémái. Aktív éveiben tervező mérnökként (Távközlési Kutató Intézet, Ramovill) és műszaki-informatikai vezetőként dolgozott (The Regional Environmental Center for Central and Eastern Europe).

## Publikációk
- “Addendum to the philosophical puzzle of Theseus’ ship” The Reasoner: 5/9, May 2023
- Történeti festő a XX. században: András Tibor (2017) Argumentum, Bp., szerkesztő, társszerző
- “The inherent risks in using a name-forming function at object language level” The Reasoner: 9/5, May 2015
- “On the Paradox of the Adder” The Reasoner: 5/3, March 2011
- E-tudomány (2011/1) : A Yablo paradoxonról
- E-tudomány (2010/2) : Modális fogalmak a véges automata modellek világában
- E-tudomány (2009/2) : Véges automaták mint a magyarázat és realitás modelljei
- Magyar Tudomány (2007. november): Modellek matematikán innen és túl
- Hasonlóság, egyformaság, azonosság. in: Mi a nyugat? Atlantizmus és integráció. Szerk.: Garaczi Imre (2007) Veszprémi Humán Tudományokért Alapítvány, Viza Kft.,Veszprém
- Fizikai Szemle (2005/9): Megjegyzés egy relativitáselmélet értelmezéshez
- Beszélő (1987/22 Láng Ilona álnéven): Pomádé király új ruhája
- Magyar Filozófiai Szemle (1979/3-4): A tudományos világkép és a természeti fejlődés hipotézise